# Zwischen den Kriegen
Die Zeitschrift Zwischen den Kriegen war eine der wichtigsten deutschen Nachkriegszeitschriften im Bereich der Lyrik und erschien von 1952 bis 1956 in Hamburg-Eppendorf zunächst unter der Redaktion von Albert Thomsen und Werner Riegel, als dessen Lebenswerk sie bezeichnet wird, ab Nr. 3 unter der alleinigen Redaktion von Werner Riegel, der dabei von Peter Rühmkorf nachhaltig unterstützt wurde. Beide Autoren publizierten in der Zeitschrift auch unter verschiedenen Pseudonymen: Riegel unter den Namen Conrad Kefer, Lothar Leu, Scharbock, Rühmkorf zeichnete als Leslie Meier, Leo Doletzki, Johannes Fontara. Ein Grund für diese Aufspaltung in scheinbar mehrere Mitarbeiter war ein konstanter Mangel an Beiträgern. Doch veröffentlichte auch Kurt Hiller hier gelegentlich, ebenso Eugen Brehm oder Hans Henny Jahnn. Neben einzelnen Hamburger Autoren debütierte 1954 Richard Anders in Zwischen den Kriegen mit Gedichten. Riegel konnte schließlich noch einige Vertreter des Expressionismus (wie Ludwig Meidner) und des Dadaismus (wie Richard Huelsenbeck) für Beiträge in der Zeitschrift gewinnen. So erschienen in Heft 21 (Januar 1955) von Ludwig Meidner "Erinnerungen an Jakob van Hoddis". Wie stark die Zeitschrift auch äußerlich an den Expressionismus anschloss, zeigen die Titelbilder des Graphikers Horst Sikorra.
Die Zeitschrift erschien hektografiert im DIN-A-4-Format, jede Nummer 10 bzw. 16 Seiten stark, einseitig bedruckt, mit einer Auflage von 100, später ca. 200 Exemplaren. Die Einzelnummer kostete anfangs 60 Pfennig, dann 25 Pfennig – ein Selbstkostenpreis, da Riegel und Rühmkorf mit dem Blatt keine kommerziellen Absichten verbanden. Die Zahl der festen Abonnenten belief sich auf maximal 70 bis 80 Personen. Zu den Beziehern der Zeitschrift gehörten Heinrich Böll, Max Brod, Lars Clausen, Alfred Döblin, Hans Magnus Enzensberger, Karl Krolow, Reimar Lenz, Ansgar Skriver und Dieter Wellershoff. Einzelnummern wurden auch an Gottfried Benn geschickt, dessen Lyrik größten Einfluss auf Riegel und Rühmkorf hatte, an Alfred Andersch und an Arno Schmidt, über den Riegel als einer der ersten Kritiker in Deutschland einen ausführlichen und anerkennenden Beitrag veröffentlichte (Lothar Leu: "Porträt eines Dichters". Heft 25, September 1955).
"Zwischen den Kriegen" vertrat eine strikt auf avantgardistische Qualität sehende, zugleich aber auch politisch sehr kampflustige, in eigener Diktion eine „schizographische“ Linie (von griech. s|chizos „gespalten“), die dem Autor sowohl Texte höchsten Kunstanspruchs als auch solche selbstständiger und scharfer politischer Kritik abverlangten. Wie nicht wenige (vgl. Ultimismus) rechneten auch die Autoren mit einem baldigen Dritten Weltkrieg (daher der Titel) und bezeichneten ihre Haltung als „Finismus“.
Riegels jäher Tod 1956 beendete ihr Erscheinen.
2019 erscheint im Wallstein Verlag ein Reprint der eigenwilligen Zeitschrift zum 90. Geburtstag Rühmkorfs.

## Nachleben
Eine geplante Nachfolgezeitschrift „Anarche“ erschien nicht mehr. Beide Freunde hatten sich bereits stärker dem „Studentenkurier“ zugewandt, der viel gelesenen Zeitschrift der 1958er Bewegung Kampf dem Atomtod.